# Последната пастирка
„Последната пастирка“ е български игрален филм (късометражен) от 2005 година, по сценарий и режисура на Кристина Грозева. Оператор е Ненад Бороевич.

## Актьорски състав
- Иван Бърнев – Гражданинът
- Елен Колева – Пастирката
- Свобода Молерова – Бабата